# Deu
Deu je priimek v Sloveniji, ki ga je po podatkih Statističnega urada Republike Slovenije na dan 1. januarja 2021 uporabljalo 56 oseb in je med vsemi priimki po pogostosti uporabe uvrščen na 7.066. mesto.

## Znani nosilci priimka
- Dionizija Deu (r. Klanjšček) (1897-1977), farmacevtka
- Doriaan Deu (=? Tamara Deu Ošlak) (*1967), filmska kritičarka, TV-scenaristka in PR-ovka
- Ivan (Ignac?) Deu - "Žan" (1914-2006)? direktor Slovenijavina, pobudnik Cockte
- Lara Deu (*1995), ritmična gimnastičarka
- Marko Deu (1928-2018), arhitekt
- Matjaž Deu (*1946), arhitekt, industrijski oblikovalec, bobnar (Mladi levi)
- Mira Deu (Costaperaria), pevka
- Nevenka (Vida) Deu Južnič (1927-2019), zdravnica, prof. MF
- Pavel Deu (1929-2024), veterinar
- Peter Deu (1929-2016), ?
- Tina Deu (*1970), fotografinja, urednica, kolumnistka, PR-ovka, blogerka
- Živa Deu (*1951), arhitektka, publicistka o arhitekturi
- Tamara Deu Ošlak (*1967), pisateljica, scenaristka, script doctor, pr
- Živa Deu (r. Briški) (*1951), arhitektka, univ. profesorica (FA)
- Vital Deu (*2009), igralec, rokometaš